# 명아주
명아주(영어: goosefoot)는 비름과의 한해살이풀이다. 는장이라고도 하며 높이 1~2m, 지름 3cm에 녹색줄이 있다. 잎은 어긋나고 삼각상 난형이며, 어릴 때 중심부에 붉은빛이 돌고 가장자리에 물결모양의 톱니가 있다. 꽃은 양성이고 황록색이며 이삭꽃차례에 밀착하여 전체적으로 원추꽃차례가 된다. 열매는 꽃받침으로 싸인 포과이고 검은 종자가 들어 있다. 어린순은 나물로 하고 생즙은 일사병과 독충에 물렸을 때 쓰는데 많이 먹으면 피부병을 일으킨다.

## 종류
명아주에는 다양한 종류가 있다. 한국에서 발견되는 종은 다음과 같다.
- Chenopodium album var. centrorubrum Makino - 명아주
- Chenopodium album L. var. album - 흰명아주
- Chenopodium album var. stenophyllum Makino - 가는명아주

1. ↑  National Academies of Sciences, Engineering, and Medicine; Health and Medicine Division; Food and Nutrition Board; Committee to Review the Dietary Reference Intakes for Sodium and Potassium (2019). 〈Chapter 4: Potassium: Dietary Reference Intakes for Adequacy〉.   Oria, Maria; Harrison, Meghan; Stallings, Virginia A. 《Dietary Reference Intakes for Sodium and Potassium》. The National Academies Collection: Reports funded by National Institutes of Health. Washington, DC: National Academies Press (US). 120–121쪽. doi:10.17226/25353. ISBN 978-0-309-48834-1. PMID 30844154. 2024년 12월 5일에 확인함.
2. ↑  United States Food and Drug Administration (2024). “Daily Value on the Nutrition and Supplement Facts Labels”. 《FDA》. 2024년 3월 27일에 원본 문서에서 보존된 문서. 2024년 3월 28일에 확인함.